# Somkele Iyamah
Somkele Iyamah-Idhalama (Estado del Delta, 23 de marzo de 1988) es una actriz nigeriana.

## Biografía
Iyamah nació en el estado del Delta, hija de Andrew y Onyi Iyamah. Cursó una licenciatura en bioquímica de la Universidad McMaster y logró reconocimiento en su país por su participación en las películas 93 Days (2016), The Wedding Party y The Arbitration (2016), y en la serie de televisión Gidi Up (2013-presente). Apareció además en la anticipada película A Soldier's Story 2: Return from the Dead, secuela de la laureada película de 2015.

## Filmografía
| Año  | Título                                  | Papel           | Notas                                                                                     |
| ---- | --------------------------------------- | --------------- | ----------------------------------------------------------------------------------------- |
| 2018 | A Soldier's Story: Return From The Dead | Zaya            | con Eric Roberts, Linda Ejiofor, Daniel K. Daniel Director: Frankie Ogar                  |
| 2018 | Lara and the Beat                       | Dara Giwa       | con Seyi Shay, Vector The Viper, Chioma Akpotha Director: Tosin Coker                     |
| 2017 | The Wedding Party 2                     | Yemisi Disu     | con Adesua Etomi, Richard Mofe Damijo, Iretiola Doyle, Banky W Director: Niyi Akinmolayan |
| 2016 | The Wedding Party                       | Yemisi Disu     | con Adesua Etomi, Richard Mofe Damijo, Iretiola Doyle, Banky W Director: Kemi Adetiba     |
| 2016 | 93 Days                                 | Dra. Ada Igonoh | con Danny Glover, Gideon Okeke, Bimbo Akintola, Director: Steve Gukas                     |
| 2016 | The Arbitration                         | Omawumi         | con O.C. Ukeje, Iretiola Doyle, Adesua Etomi Director: Niyi Akinmolayan                   |
| 2015 | The Department                          | Ireti           | con Jide Kosoko, Osas Ighodaro Ajibade, O.C. Ukeje, DIrector: Remi Vaughn Richards        |

| Año  | Título              | Papel  |
| ---- | ------------------- | ------ |
| 2014 | Gidi Up Temporada 2 | Yvonne |
| 2015 | Best Friends        | Uche   |
| 2013 | Gidi Up Temporada 1 | Yvonne |
| 2013 | Gidi Up (Piloto)    | Yvonne |